# Papuchelifer
Genre
Papuchelifer est un genre de pseudoscorpions de la famille des Cheliferidae.

## Distribution
Les espèces de ce genre sont endémiques de Nouvelle-Guinée. Elles se rencontrent en Papouasie-Nouvelle-Guinée et en Indonésie.

## Liste des espèces
Selon Pseudoscorpions of the World (version 3.0) :
- Papuchelifer exiguus Beier, 1965
- Papuchelifer nigrimanus Beier, 1965
- Papuchelifer pustulatus Beier, 1965

## Publication originale
- Beier, 1965 : Die Pseudoscorpioniden Neu-Guineas und der benachbarten Inseln. Pacific Insects, vol. 7, no 4, p. 749-796 (texte intégral).